# Columbiana (Alabama)
Columbiana er en by i den centrale del af delstaten Alabama i USA. Byen har 4.462 (2020) indbyggere.
Columbiana er hovedby i det amerikanske county Shelby County.